# 坎巴拉
坎巴拉是巴西巴拉那州的一个市镇。总面积366.173平方公里，总人口24902人，人口密度68人/平方公里。